# 신중한 투자자 법리
신중한 투자자 법리는 1830년 메사추세츠 법원의 판례법에 의해 형성된 법리로 수탁인은 신중한 투자자가 자신의 자산을 소득수준과 잠재위험을 고려하여 관리하는 수준으로 신중하게 투자해야 한다는 원칙이다. 수탁받은 신탁이 어떻게 신탁재산을 투자하고 관리할지에 대해 정한 바가 없다면 신중한 투자자의 법리를 따라 관리하게 된다.
신중한 투자는 항상 좋은 투자로 되지 않을 수 있으며 이는 아무도 어느 투자결정으로 무엇이 발생하는지 확실하게 예측할 수 없기 때문이다.

## 같이 보기
- 표준신중투자자법